# Лин (папа)
Вижте пояснителната страница за други личности с името Лин.
Папа Свети Лин е вторият папа на римокатолическата църква, и първият европейски папа. Почитан е като светец от католическата и православна църкви.
Понтификатът му обхваша периода от 64 (или 67) до 76 (или 79)г.
Според папските списъци, е бил папа около дванадесет години.
Дванадесет години, четири месеца и дванадесет дни, според Либерийския Каталог от 354 г. но датите, посочени в този каталог, са непотвърдени.
Свети Лин е вторият Епископ на Рим, непосредствен наследник на Свети Апостол Петър. Според много историци на Църквата, сред които и прочутият изследовател на миналото кардинал Чезаре Баронио (1538 – 1607), той е италиец, роден в тосканския град Волтера. Древната „Книга на папите“, посочва името на баща му – Херкулан. Като млад Лин заминава за Рим, за да получи образование, и там се запознава с християнството и приема Светото Кръщение. Близък сътрудник е на пребиваващите в столицата на империята Апостоли Петър и Павел; съществуват сведения, че е проповядвал благата вест и в Галия (дн. Франция). Съгласно традицията, възхождаща към раннохристиянския църковен писател Свети Ириней Лионски (ок. 135/140 – ок. 200), той е същият Лин, за когото споменава Павел във Второто си Послание до Тимотей (4, 21). През 64 г. огромен пожар унищожава две трети от Рим, и мълвата обвинява за подпалването му император Нерон (54 – 68). За да се оправдае, той хвърля вината върху все още малко познатата християнска общност в града и започва първото голямо преследване в историята на Църквата. Ок. 67 г. мъченическа смърт претърпяват Апостолите Петър и Павел. В това трудно време Лин наследява от Петър неговата епископска катедра и работи неуморно за укрепването на единството на преследваните си събратя по вяра, ръкополага епископи и свещеници.
След размириците в Рим през 68 – 69 г., довели до свалянето от престола и убийството на Нерон, както и на краткотрайно управлявалите един след друг Галба, Отон и Вителий, общественият ред в империята е възстановен от император Веспасиан (69 – 79). Гоненията срещу християните затихват, но в Палестина в решителната си фаза навлиза т. нар. Юдейска война, избухнала през 66 г. вследствие мощно антиримско въстание на живеещите там евреи. През 70 г. римските войски превземат Йерусалим и опустошават града, като разрушават Храма Господен: с това еврейското въстание е потушено, а като центрове на християнската проповед в империята все повече се утвърждават други градове, и на първо място – Рим.